# آتش دل (قمرالملوک وزیری)
آتش دل یا آتشی در سینه دارم جاودانی، عنوان تصنیفی قدیمی با صدای قمرالملوک وزیری در مایه دشتی است که شعر آن توسط حسین پژمان بختیاری (زاده ۱۲۷۹، درگذشت ۱۳۵۳ در تهران)، شاعر و ترانه سرای نامی ایران بر روی آهنگی از مرتضی نی داوود (زاده ۱۲۷۹ در تهران، درگذشت: ۱۳۶۹ درلس‌آنجلس)، سروده شده‌است. این تصنیف نخستین بار با صدای قمر و در همراهی با نغمه تار آهنگساز آن (مرتضی خان نی داوود)، در سال ۱۳۱۵ خورشیدی و در محل گراند هتل تهران، واقع در خیابان لاله زار، اجرا شد.
از این تصنیف مرتضی نی داوود، که به گفته خود او بهترین آهنگ او محسوب می‌شود، بعدها اجراهای دیگری توسط خوانندگان دیگر نیز اجرا شد، که از آن جمله اجرای آن با صدای صدیق تعریف (زاده ۱۳۳۴ در سنندج) در سال ۱۳۷۸ خورشیدی در آلبوم ماه بانو (یادواره قمرالملوک وزیری)، و نیز اجرای همایون شجریان (زاده ۱۳۵۴ در تهران) در سال ۱۳۸۳  خورشیدی برای سریال رسم عاشقی اجرا شد و در نهایت سال ۱۳۸۸ با اجرای دیگری از ایشان به تنظیم مزدا انصاری در آلبوم شب جدایی منتشر شد.
نخستین عبارات این تصنیف، به عنوان یکی از شاخصترین کارهای قمرالملوک وزیری بر سنگ قبر او در گورستان ظهیرالدوله درج شده‌است.

## تاریخچه شکل‌گیری تصنیف
در اردیبهشت ماه سال ۱۳۵۴ خورشیدی، مجله تماشا که نشریه‌ای وابسته به سازمان رادیو و تلویزیون ملی ایران و از جمله پرخواننده‌ترین نشریات کشور بود، با تلاش و پیگیری زیاد، با تنی چند از نزدیکترین یاران و همکاران و آشنایان بانو قمرالملوک وزیری، از جمله مرتضی نی داوود، عبدالله طالع همدانی و… مصاحبه‌هایی ترتیب داد، که هدف از آن ترسیم چهره‌ای واقعی از قمر، از شبکهٔ خاطره‌ها و کلاف سردرگم اسناد و یادبودها بود. در یکی از این مصاحبه‌ها، که تحت عنوان «بدری در کام خسوف» و در نشریه تماشا، مورخه روز ۲۰ اردیبهشت ماه سال ۱۳۵۴ به چاپ رسید، مرتضی نی داوود، ضمن بیان مطالب متعدد و متنوعی پیرامون قمرالملوک وزیری و آثار او، از دو تصنیف قدیمی مرغ سحر و آتش دل، به عنوان دو تا از شاخصترین آثار مشترک خویش با قمرالملوک وزیری نام می‌برد و شرح مختصری در باب تاریخچه و نحوهٔ شکل‌گیری این دو تصنیف مشهور ارائه می‌کند. نی داوود می‌گوید:
... بیش از همه ملک الشعرای بهار بود که برای [کارهای مشترک] ما [با قمرالملوک وزیری]، ترانه می‌ساخت. پژمان بختیاری، احمدی، وحید دستگردی و مؤیدثابتی شاعر خراسانی، بعد از او [یعنی بهار] با ما همکاری داشتند…[از جمله در تصنیف مرغ سحر]، از روی آهنگ بنده، مرحوم ملک الشعرای بهار، این شعر را ساختند: «مرغ سحر ناله سر کن، داغ مرا تازه‌تر کن، بلبل پربسته ز کنج قفس درآ، نغمهٔ آزادی نوع بشر سرا…»، و قمر هم آن را خواند. این ترانه و آهنگ آن، بهترین و معروفترین ترانه و آهنگ زمان خودش شد. حتی حالا وقتی خودم آن را می‌شنوم، حظّ می‌کنم. اما همان‌طور که گفتم، غیر از مرحوم ملک، شادروان پژمان بختیاری هم با قمر و من همکاری داشتند و یک بار، ضمن اینکه بنده آهنگی می‌ساختم، مرحوم پژمان شعر آن را سرودند. آهنگ در مایه دشتی است و شعرش این است: «آتشی در سینه دارم جاودانی، عمر من مرگیست نامش زندگانی، رحمتی کن کز غمت جان می‌سپارم، بیش از این من طاقت هجران ندارم…»
از شرح ارائه شده توسط نی داوود پیداست که شعر تصنیف آتش دل، توسط پژمان بختیاری در حین ساخت آهنگ آن توسط مرتضی نی داوود سروده شده‌است. از قرائن و شواهد چنین برمی آید که ساخت شعر و ترانهٔ این تصنیف در سال ۱۳۱۵ خورشیدی صورت پذیرفته و نخستین اجرای آن، توسط قمرالملوک وزیری در همان سال، با تار مرتضی خان نی داوود و در محل گراند هتل تهران بوده‌است. همچنین مدتی بعد از این اجرا، اجرایی دیگر از این تصنیف با صدای قمرالملوک و تار نی داوود توسط کمپانی هیزماسترویس بر روی صفحه گرامافون ضبط گردید که این نسخه خوشبختانه موجود و در دسترس می‌باشد.

## مشخصات تصنیف
- آهنگساز: مرتضی نی‌داوود
- شاعر: حسین پژمان بختیاری
- دستگاه: شور (مایه دشتی)
- نوازنده تار (در نخستین اجرا): مرتضی نی داوود
- اجرای اول: سال ۱۳۱۵ توسط قمرالملوک وزیری با همراهی تار مرتضی‌خان نی‌داوود در گراند هتل تهران
- سایر خوانندگان: تاج اصفهانی، صدیق تعریف، همایون شجریان، مهدیه محمدخانی، سالار عقیلی، عبدالوهاب شهیدی، پالت،هنگامه اخوان